# Quartz (informatique)
Pour les articles homonymes, voir Quartz.
Quartz est le nom du moteur graphique de Mac OS X. C'est aussi le nom de la bibliothèque gérant l'affichage 2D, qui permet par exemple à l'interface Aqua d'utiliser force effets de transparence. Quartz délègue à OpenGL la gestion de l'affichage 3D et à Quicktime la gestion multimédia.
La bibliothèque 2D est accessible depuis Python, permettant de générer en quelques lignes des images (mais pas de les afficher) à partir d'éléments simples (texte, cercles, rectangles…), et de les enregistrer. 